# Wilhelm Unger
Ne doit pas être confondu avec William Unger.
Wilhelm Unger (Vöhl, 1775 — Neustrelitz, 1855) est un peintre miniaturiste, graveur et lithographe hessois.
Son fils et son petit-fils portant le même nom, on le distingue parfois en utilisant la forme Wilhelm I Unger.

## Biographie
Wilhelm Unger naît à Kirchlotheim (Vöhl) le 25 février 1775. Il est le fils du maître d'école et organiste Johannes Unger et de son épouse Luise, née Tischbein.
Il étudie auprès de son oncle le peintre et graveur Johann Heinrich Tischbein le Jeune (de) à l'école des beaux-arts de Cassel et travaille principalement comme graveur.
En 1795, il est nommé peintre de cour du prince de Waldeck-Pyrmont Frédéric-Charles-Auguste à Arolsen. Ce dernier l'envoie à Paris pour poursuivre sa formation, qu'il effectue de 1795 à 1798 auprès du peintre miniaturiste Jean-Baptiste Isabey.
De 1799 à 1801, Unger travaille comme professeur à l'Académie de dessin pour femmes (Zeichenakademie für Damen) fondée par son oncle Johann Heinrich Wilhelm Tischbein à Göttingen. Il vit avec lui à Hambourg de 1801 à 1806. De novembre 1806 à la fin 1815, il est de nouveau à Paris.
Vers 1816-1817, il devint professeur de peinture miniature à l'école d'art de Cassel et en 1817 à nouveau peintre de cour à Neustrelitz avec son ancienne élève Marie-Wilhelmine de Hesse-Cassel, devenue grande-duchesse de Mecklembourg-Strelitz. En mars 1820, Unger est nommé professeur à l'école d'art de Cassel.
Wilhelm Unger meurt à Neustrelitz le 18 août 1855.